# ニューヨークを舞台とした作品一覧
ニューヨークを舞台とした作品一覧（ニューヨークをぶたいとしたさくひんいちらん）は、ニューヨーク市内およびニューヨーク州モチーフロケーションとした文芸、ドラマ、映画、漫画、アニメーションについて記述する。

## 文芸作品（小説・その他）
- 暁の死線
- アグリーガール
- アメリカン・サイコ
- エージェント6
- Xの悲劇
- エラリー・クイーンシリーズ
- 街道をゆく39
- 金のないユダヤ人
- 硝子の塔
- 九尾の猫
- ギリシア棺の謎
- 空の城
- グリーン家殺人事件
- ゴールデン・サマー
- コズモポリス
- ゴッドファーザー
- 孤独な娘
- 最後の一葉
- サブウェイ・パニック
- ジェイルバード
- 水源
- 大統領令嬢のコーヒーブレイク
- ティファニーで子育て
- ティファニーで朝食を
- 倒壊する巨塔
- ドライコシリーズ
- ニグロ・フォビア
- 人間の証明
- バートルビー
- ファイロ・ヴァンスシリーズ
- ブライト・ライツ・ビッグ・シティ
- プラダを着た悪魔
- 暴力教室
- マチネの終わりに
- マフィアへの挑戦6/三人の女
- 見えない人間
- ものすごくうるさくて、ありえないほど近い
- 幽霊たち
- ライ麦畑で捕まえて

## テレビドラマ
- アイ・ラブ・ルーシー
- アグリー・ベティ
- あなたにムチュー
- ウルトラマンパワード
- エクスパンス 巨獣が目ざまるとき
- エンジェルス・イン・アメリカ
- 女刑事キャング＆レイシー
- ガール・ミーツ・ワールド
- カシミアマフィア
- キャッスル～ミステリー作家は事件がお好き
- クラブハウス
- 刑事コジャック
- 恋するマンハッタン
- ゴシップガール
- サードウォッチ
- ザ・ナイト・オブ
- ジェシー!
- ストロレイン 沈黙のエクリプス
- セックス・アンド・ザ・シティ
- タイト・ロープ
- 夏の終わりに、恋をした
- ニューヨーク恋物語
- NY市警緊急出動部隊トゥー・ブルー
- NYボンビー・ガール
- バナナチップス・ラヴ
- ブルックリン74分署
- プローブ捜査指令
- ホワイトカラー
- マッドメイン
- レスキュー・ミー NYの英雄たち

## 映画
- ア・レイニー・デイ・イン・ニューヨーク
- アイ・アム・レジェンド
- アイアンスカイ
- アイアンマン
- 愛・アマチュア
- アイズ
- 悪魔の住む家
- アニー
- アベンジャーズ
- アメリカン・バーニング
- ある愛の詩
- アルフィー
- アルマゲドン
- イースター・パレード
- イヴの総て
- 一日だけの淑女
- いつも上天気
- イヤー・オブ・ザ・ドラゴン
- インサイド・マン
- ヴィンセントが教えてくれたこと
- ウエストサイド物語
- ウォール街
- ウォリアーズ
- エージェント・マロリー
- オータム・イン・ニューヨーク
- おいしい生活
- 踊るニュウヨーク
- 狼よさらば
- 女相続人
- ガール・オン・ザ・トレイン
- 影なき狙撃手
- 華氏911
- 喝采の影で
- 悲しみは空の彼方に
- 監禁
- キングコング
- 銀幕版 スシ王子! 〜ニューヨークへ行く〜
- クライムヒート
- クリスマスの贈り物
- クローバーフィールド
- ゴースト/ニューヨークの幻
- ゴッドファーザー
- 再会の街で
- サイン・ジーン/初代ろう者スーパーヒーロー
- ザ・ウォーク
- ザ・リポート
- シークレット・パーティー
- ジゴロ・イン・ニューヨーク
- スパイダーマン
- ターミナル
- 打撃王
- ティファニーで朝食を
- 毒薬と老嬢
- ナイト・アンド・ザ・シティ
- ナインハーフ
- ニューイヤーズ
- ニュージーズ
- ニュー・ジャック・シティ
- ニューヨークのいたずら
- ニューヨーク1997
- ニューヨークの恋人
- 人間の証明
- 脳内ニューヨーク
- ハード・ウェイ
- ハイランダー 悪魔の戦士
- プラダを着た悪魔
- ペット
- ペット2
- 暴力教室
- ホーム・アローン2
- 僕のニューヨークライフ
- マイ・ファニー・レディ
- ミッシングポイント
- ワールドトレードセンター

## 漫画・アニメ
- ア・コントラクト・ウィズ・ゴッド
- アメリカなんて大きらい!
- アメリカン・ドラゴン
- アメリカ物語
- 狼には気をつけて
- COPPERS
- カリフォルニア物語
- 消えたタワーの影のなかで
- キックアス
- こちら葛飾区亀有公園前派出所SP6「両さんアメリカへ行く」
- ゴルゴ13
- CIPHER
- サクラ大戦 ニューヨーク・紐育
- スパイダーマン
- ゼットマン
- ダンシング・ゼネレーション
- ティーンエイジ・ミュータント・ニンジャ・タートルズ
- デッドガールズ
- ドラ猫大将
- ドリームホッパーズ
- ナナとリリ
- NY小町
- ニューヨーク・ニューヨーク
- BANANA FISH
- ブラックジャック
- マスター・キートン
- マダガスカルシリーズ
  - ザ・ペンギンズ from マダガスカル
- 名探偵コナン 「工藤新一ニューヨークの事件」
- リトル・チャロ
- リトルTの冒険
- ルパン三世

## 舞台・演劇作品
- 愛のカレードスコープ
- アニー
- アルカディアよ永遠に
- ウエストサイド物語
- オン・ザ・タウン
- ガイズ＆ドールズ
- カリフォルニア物語
- 暗くなるまで待って
- コーラス・ライン
- SHOCK
- 黄昏色のハーフムーン
- ダンディズム!
- ノーマルハート
- プロデューサーズ
- マンハッタン・ラグ

## 音楽作品
- 交響曲第2番
- 59番街橋の歌
- 動物園にて
- ニューヨークの少年
- ボクサー
- マンハッタン・キス

## ゲーム
- アンダーカバーコップス
- エンパイア シティ:1931年
- ガンブレードNY
- Crysis2
- クルードバスター
- THE GODFATHER2
- コンバット ライブス
- サクラ大戦V
- 超原人

## その他のテレビ番組
- セサミストリート
- トップ・シェフ

## ラジオドラマ
- アグリーガール（NHK-FM 青春アドベンチャー）
- キャパになれなかったカメラマンベトナム戦争の語り部たち（NHK-FM FMシアター）
- タイムライダーズ（NHK-FM 青春アドベンチャー）
- BANANA FISH（NHK-FM 青春アドベンチャー）